# دویر بعبده
دویر بعبده (به عربی: دویر بعبدة) یک روستا در سوریه است که در استان لاذقیه و در منطقه ی جبله واقع شده‌است. دویر بعبده ۲٬۵۲۹ نفر جمعیت دارد و ۷۰۰ متر بالاتر از سطح دریا واقع شده‌است.